# Flensborg
Flensborg (tysk: Flensburg, sønderjysk: Flensborre, nordfrisisk: Flansborj) er en by i det nordlige Tyskland med 92.667(2023) indbyggere i bunden af Flensborg Fjord i delstaten Slesvig-Holsten. Der er desuden mange indbyggere i forstæderne. Efter Kiel og Lübeck er det den tredjestørste by i Slesvig-Holsten. Det er også den nordligste større by på det tyske fastland.
Byen er et handelsmæssigt center med en del grænsehandel, turisme og søfart. Den har et rigt tysk-dansk kulturliv med både tysk og dansk teater, biblioteker, kirker og skoler. Det danske mindretal er stærkt repræsenteret i byen, bl.a. ved Dansk Skoleforening, Duborg-Skolen, Dansk Kirke i Sydslesvig, Dansk Sundhedstjeneste, Sydslesvigsk Forening og Sydslesvigsk Vælgerforening (SSV) samt den mestendels dansksprogede Flensborg Avis. Flensborg Universitet blev oprettet i 1994 og har 5.992 studerende, mens Ingeniørhøjskolen har 4.000 studerende.
Bydelen Mørvig (Mürwik) er bl.a. uddannelsessted for tyske marinesoldater på Marineskolen Mørvig. De nærmeste større byer er Kiel (86 km. syd) og Sønderborg (48 km. nord). Flensborgs centrum ligger omkring 7 km fra den danske grænse.
Tidligere var der mange skibsværfter i byen og Flensborg var også kendt for sine romfabrikker. Flensborg er især kendt for sin lange gågade, sine stormagasiner og specialbutikker og de mange boder, som præger gadebilledet op mod juletiden. Byens herrehåndboldhold SG Flensburg-Handewitt spiller i Bundesligaen og regnes blandt de bedste i Tyskland og Europa. For tyskere er byen også kendt for at huse Kraftfahrt-Bundesamt, der registrerer "klip i kørekortet".
I Flensborg ligger verdens største sølvsmedje Robbe & Berking. Her ligger også Flensborg Værft, der har specialiseret sig i store RoRo-skibe. Byen huser også Flensburger Brauerei, der er kendt for at benytte patentflasker. Tysklands største erotikkæde Beate Uhse AG har hovedsæde i byen.

## Navn og etymologi
Der er usikkerhed om oprindelsen af bynavnet Flensborg. Enkelte forklaringer og sagn går på, at det er udledt af en ridder med navn Fleno eller Flen. Men navnet kan også forklares ved naturgeografiske forhold. Måske stammer navnet fra Møllebækken, der i dette tilfælde skulle have heddet Flenså eller Flensbæk. Der har også været en by Flenstofte og en gård Flensbæk i nærheden.
Ordet Flens minder i sin form stærkt om andre jyske bynavne som Blans og Brøns og kan som disse været opstået ved sammentrækning med endelsen -nes, altså fle-nes. Flæ (lignende oldnordisk floi ≈ engbund) henviser til eng- og vandplanter, der findes ved bredden af søer og bække. Efterleddet -næs betegner et kystfremspring eller en halvø. Ordet -borg eller -burg henviser formodentlig til et tidligere forsvars- og fæstningstårn, som stod ved Glimbækkens munding i Flensborg Fjord i den nedre ende af den nuværende Nygade.
Byens navn skrives i stadsretten Flænsborgh, i hertug Valdemars bekræftelse Flensaabwrgh og fra 1251 kendes formen Flensaburgh, altsammen altså Borg ved Flenså.

## Historie

### Middelalderen
Flensborg blev, som mange andre købstæder ved Jyllands østkyst, grundlagt i 1100-tallet. Her ved Flensborg Fjord krydsede den historiske Hærvej handelsvejen mellem Angel og Nordfrisland (Angelboveje). Det var et ideelt sted at stifte en handelsby. Små bebyggelser ved fjorden voksede nu sammen til en handelsplads. Byen opstod på grænsen mellem Vis Herred og Husby Herred og ved siden af den daværende handelsmetropol Slesvig. I 1240 udstedte den danske konge et værgebrev for byens Knudsgilde. I 1284 fik Flensborg købstadsrettigheder. På samme tid blev Mariekirken ved Nørretorv (Nordermarkt) opført.
Hundrede år senere byggedes Sankt Nikolaj Kirken ved Søndertorv (Südermarkt). Imellem de to centre lå byens tingplads. Omkring 1345 byggede flensborgerne en bymur. I forbindelse med opførelsen af Flensborg bybefæstning oprettedes også en del byporte som Røde Port og Friserport. I 1400-tallet opførte Margrete 1. slottet Duborg. Hun døde senere af pest på et skib i Flensborg Havn.

### Tidlig moderne tid
Den første velstandsperiode havde Flensborg mellem 1450 og 1600, da byen var centrum for en omfattende østersøhandel. Med sine 5.000 indbyggere og en handelsflåde på 200 skibe var byen den største handelsby under den danske krone. Både Skrangerne ved Nørretorv, Nørreport og Kompagniport, hvor skipperlauget havde til huse, stammer fra denne tid. Under Trediveårskrigen besatte tyske og svenske tropper Flensborg. Mange flensborgere flygtede fra krigen og pesten. I begyndelsen af 1700-tallet fulgte Den Store Nordiske Krig. Byens handelsflåde var nu reduceret til blot ni skibe.
Den anden velstandsperiode var mellem 1775 og 1806, hvor byens skibe sejlede med rørsukker, tobak og rom fra Vestindien. Fra denne periode stammer flere nyklassicistiske borgerhuse og købmandsgårde i købstaden. I rommens blomstringstid fandtes der i Flensborg flere end 20 romhuse. I 1796 blev et forbud mod at bygge uden for byens grænser ophævet. Under Napoleonskrigene blev den gamle kirkegård for alle byens sogne oprettet. Det var den første kommunale kirkegård i Sønderjylland. I 1854 blev byens første gasværk i Nystaden oprettet, hvormed Flensborg fik en central gadebelysning.
Befolkningsudvikling: i 1803 13.109 indbyggere, i 1835 12.438, i 1840 12.561, i 1845 14.932, i 1855 18.872 og i 1860 19.682 indbyggere.
I 1879 fik byen den centrale vandforsyning og i 1897 kom byens første el-værk.
Efter krigen i 1864 tilhørte byen Tyskland. Det afskar Flensborg fra det danske marked. Byens erhverv måtte nu åbne sig mod syd og handelen baserede sig mest på byens naturlige opland i Slesvig. Byens skibsværft blev oprettet og nye arbejderkvarterer opstod. Byen fik mange nye indbyggere. Samtidig var Flensborg i årene frem til 1920 den centrale handelsby i hele Slesvig – ikke mindst også for Nordslesvig. Så godt som al engroshandel til Nordslesvig var på de store flensborgske handelsfirmaers hænder, helt ud til de mindste stationsbyer i Haderslev-Vesteramt.

### 1920-2008
I forbindelse med genforeningsafstemningerne havde Den Internationale Kommission (Commission Internationale de Surveillance du Plebiscite Slesvig) hovedsæde i Flensborg. Versailles-traktatens artikel 109 foreskrev bl.a., at en international kommission skulle nedsættes og overtage administrationen af afstemningsområderne, samtidig med at det tyske militær skulle rømme området. Den 14. januar 1920 ankom Den Internationale Kommission og den 24. januar forlod det tyske militær området under protester fra de tysksindede i byen. Op til afstemningen den 14. marts førtes i Flensborg på både dansk og tysk side en kraftig agitation.
Bybilledet i Flensborg var i denne periode præget af afstemningsplakater, æresporte, demonstrationer og overalt de nationale flag, som kom til at spille en stor rolle i agitationen. I Flensborg var det særligt det slesvig-holstenske flag, der var det dominerende. Ved valget til den nordtyske rigsdag i 1867 havde der stadig været dansk flertal i Flensborg og det fortsatte til ca. 1880, men derefter skiftede flertallet bl.a. på grund af indvandring af arbejdere fra andre dele af Tyskland og fordi embedsapparatet i store træk blev udskiftet med tyskere sydfra. Ved folkeafstemningen i 1920 stemte 75 % tysk og 25 % dansk. Efter afstemningen agiterede særligt Flensborg-bevægelsen for, at Flensborg trods afstemningsresultatet skulle indlemmes i Danmark eller som minimum skulle varetages af et internationalt styre. Da regeringen Zahle var imod det, afskedigede Christian 10. den. Det førte til Påskekrisen. Trods dansk og fransk pres besluttedes det dog, at Flensborg skulle være en del af Tyskland.
Som tak for afstemningsresultatet opførte den tyske regering i 1927 en ny banegård og i 1930 Det Tyske Hus. Tysklands nederlag i 1945 bragte i nogle år grænsespørgsmålet på dagsordenen igen. De danske skoler og foreninger fik en stor tilgang, og Flensborg fik oven i det en dansksindet borgmester.
I 2008 indgik Flensborg et forvaltningsfælleskab med nabokommunen Lyksborg. Derudover indgik Flensborg en samarbejdsaftale med Sønderborg og Aabenraa inden for forskellige arbejdsområder som infrastruktur, turisme, beskæftigelse, regional planlægning og kultur. Partnerskabet kaldes for Grænsetrekanten.

## Sprog
I Flensborg tales både tysk (højtysk og plattysk) og dansk (rigsdansk og sønderjysk), dog er førstnævnte det dominerende. Ved siden af tysk og dansk findes blandingssproget petuh (petuhtanternes sprog), som stadig præger sproget i byen. Ca. en femtedel af indbyggerne betegner sig som danske eller dansksindede, og der bor mere end 2100 danske statsborgere i Flensborg.
På sønderjysk kaldes byen "Flensborre".

## Geografi
Flensborg er beliggende ved bunden af Flensborg Fjord umiddelbart syd for den dansk-tyske grænse, dels i en dal og dels på omgivende bakke (Friserbjerg, Mariebjerg og Jørgensby). Bydelene på østbredden regnes allerede til halvøen Angel. Byens areal er på 56,38 km². Byens højeste punkt er på 63,7 meter. Samlet udgør Flensborg, Harreslev og Lyksborg ét byområde.

### Bydele
Flensborg kommune er administrativt opdelt i 13 bydele, der igen er opdelt i 38 statistiske distrikter. De 13 bydele er:
- Indre By (Altstadt med Sankt Marie, Sankt Nikolaj og Nørreport, tidligere Sankt Gertrud el. Ramsherred)
- Nystaden (Neustadt med Duborg)
- Nordstaden (Nordstadt, med Kors, Galvig, Klus)
- Vestlige Højde (Westliche Höhe, med Byparken, Frueskov, Sankt Gertrud)
- Friserbjerg (Friesischer Berg, med Exe, Museumsberg, Fredshøj)
- Sporskifte (Weiche, med Sophiegård, Skæferhus)
- Sydstaden (Südstadt, med Martinsbjerg, Rude, Pælevad)
- Sandbjerg (Sandberg, med Fiskergaarden, Adelbylund og mindre dele af Sønderup)
- Jørgensby (Jürgensby, med Sankt Hans, Sankt Jørgen og Jørgensgaard)
- Fruerlund (Fruerlund, med Blæsbjerg, Bulbjerg, Fruerlundgård)
- Mørvig (Mürwik, med Osbæk, Vandløs, Solitude)
- Engelsby (Engelsby, med Fuglsang)
- Tarup (med Sønderup)

## Det danske mindretal
Allerede før 1600 blev dansk set på som et underklassesprog. Tjenestepiger og ammer i Flensborg skulle pænt gå til de danske gudstjenester og måtte ikke vise sig ved de tyske.
Det danske mindretal i Flensborg og de omkringliggende byer driver deres egne skoler, biblioteker og lutherske kirker, hvorfra det tyske flertal ikke er udelukket. Sameksistensen af disse to grupper betragtes som en sund og rask symbiose. Der er en form for blandet dansk-tysk, som kaldes petuh og er en blanding af tysk, plattysk, rigsdansk og sønderjysk, som taltes i Flensborg og omegn.
I Danmark synes Flensborg hovedsageligt at være forbundet med de såkaldte grænse-butikker, hvor man blandt andet kan købe spiritus, øl og slik, men til markant billigere priser end i Danmark.
I år 2000 boede der 1.401 danske statsborgere (rigsdanskerne) syd for grænsen, mens det i 2007 var 2.341 danske statsborgere. Ved udgangen af 2012 boede der cirka syv procent flere danske statsborgere i Flensborg, end der gjorde ved udgangen af 2011. I 2013 boede der 6.659 udlændinge i Flensborg og den største gruppe af udlændingene er danskere, primært sønderjydere. I Slesvig-Holsten bor der omkring 50.000 danske og dansksindede.

## Politik
Flensborg byråd består af 44 medlemmer. Ved sidste kommunalvalg i maj 2023 fik byrådet følgende fordeling:
|  | Parti                               | Procent | Mandater |
|  | ----------------------------------- | ------- | -------- |
|  | SSW                                 | 24,8 %  | 11       |
|  | De Grønne                           | 23,6 %  | 10       |
|  | CDU                                 | 19,1 %  | 8        |
|  | SPD                                 | 13,5 %  | 6        |
|  | FDP                                 | 5,7 %   | 2        |
|  | Linke                               | 4,1 %   | 2        |
|  | Borgerlisten Wir in Flensburg (WiF) | 2,4 %   | 1        |
|  | BüSos                               | 2,4 %   | 1        |
|  | DieBasis                            | 1,9 %   | 1        |
|  | Borgerlisten Flensburg Wählen       | 1,5 %   | 1        |
|  | Volt                                | 1,2 %   | 1        |

CDU og borgerlisten WIF i byrådet har slået sig sammen og dannet en fælles gruppe, ligesom De Grønne og Volt.
Byens overborgmester bliver direkte valgt af borgerne. Ved sidste overborgmestervalg i 2022 sejrede Fabian Geyer (løsgænger) over Simone Lange (SPD), Karin Haug (SSW) og Marc Paysen (FW). Geyer blev støttet af CDU, FDP og lokallisten WiF og tiltrådte embedet den 15. januar 2023. I årene mellem 2011 og 2017 var Simon Faber (SSW) overborgmester i byen.
Bypræsidenten er Susanne Schäfer-Quäck (SSW), hun afløste Hannes Fuhrig (CDU). Bypræsidenten leder byrådet og repræsenterer Flensborgs lokalpolitik over for beboerne. Den vælges af byrådet efter hvert kommunalvalg.

### Byvåben
Flensborgs byvåben er sammensat af flere heraldiske elementer. På guldbund ses to heraldisk højre (for beskueren venstre) gående blå løver, halv dækket af et rødt muret tårn med blå spidstag. Nederst i skjoldet ses en skrå løbende strøm (flere bølger) og øverst et nældeblad.
De to sønderjyske løver repræsenterer Hertugdømmet Slesvig. De er en formindsket udgave af det danske rigsvåbens tre løver. Tårnet symboliserer stadsretten og henviser til byens tidligere forsvarstårn, som stod ved Glimbækkens munding i Flensborg Fjord i den nedre ende af den nuværende Nygade. Bølgerne henviser til byens beliggenhed ved fjorden. Nældebladet står for forbindelsen med Hertugdømmet Holsten og blev tilføjet i 1480, da de holstenske greve (schauenburgerne) herskede over byen. Nældebladet blev dog først efter 1864 igen en fast bestanddel af byvåbnet. Byvåbnet henføres til et bysegl brugt i 1200-tallet.

## Trafik og infrastruktur
Flensborgs kollektive transport drives af Aktiv Bus. Busstationen Flensborg ZOB ligger centralt i den indre by. Siden den 1. juli 2012 har der kørt bus hver eneste time mellem Sønderborg og Flensborg via Kruså. Hidtil har der kun været forbindelse mellem Sønderborg og Flensborg hver anden time med rute 10.
Flensborg Banegård er beliggende syd for byens centrum. Siden den 12. december 2010 har DSB haft InterCity-tog mellem Østerport og Flensborg hver anden time. Fra banegården er der daglige afgange til Kiel, Hamborg, Slesvig, Neumünster og Fredericia i Danmark. Siden 2007 har der kørt InterCityExpress via Flensborg mellem Aarhus og Hamborg. Fredag-søndag kører der InterCity-tog til Berlin og Köln.
De sidste sporvogne i drift kørte i byen i juni 1973 (se Flensborg Sporveje).
Vest for kommunens grænser forløber motorvejen A7, som fortsætter nord for den dansk-tyske grænse som Sønderjyske Motorvej. Den er en del af Europavej E45. Motorvejen har forbindelse med byens vestlige omfartsvej Bundesstraße 200. Strækningen er bygget som en motortrafikvej. I 2006 blev den nye østlige omfartsvej Østtangenten indviet.

## Erhverv
Industrikoncernen Danfoss har tidligere haft en stor fabrik i byen, men i 2010 blev produktionen lukket, og fabrikken driver kun kontorarbejdspladser nu. Der findes også mange grænsesupermarkeder i og omkring byen. Pga. vandkvaliteten er Flensborg kendt for ølbrygning. Flensborg Bryggeri er et af de største ølbryggerier i Nordtyskland. Der findes stadig to romhuse, som producerer den kendte Flensborg-rom. Et af dem er Johannsen Rum i Mariegade.
Flensborg Skibsværft blev oprettet i 1875. Skibsværftet er landsdelens største skibsværft og blandt verdens førende værfter inden for produktion af RoRo-skibe. Stadtwerke Flensburg (Byens værker) arbejder med produktion og levering af elektrisk energi, gas, vand og fjernvarme og sikrer dermed at byen kan fungere.

### Etablerede virksomheder
- Johannsen Rum, Flensborgs ældste romhus
- Beate Uhse AG, erotikkæde (725 medarbejdere, 2011)
- Flensborg Bryggeri, bryggeri (162 medarbejdere, 2010)
- Flensburger Fahrzeugbau, forsvarsproducent (565 medarbejdere, 2013)[25]
- Flensborg Skibsværft, skibsværft (706 medarbejdere, 2013)[25]
- Förde Reederei Seetouristik, rederi (1.000 medarbejdere i hele Europa, 2010)
- Mitsubishi, papirfabrik
- Nord-Ostsee Sparkasse, regionalt pengeinstitut (1.300 medarbejdere, 2013)
- Orion, erotikkæde (300 medarbejdere, 2013)
- Robbe & Berking, sølvsmedje (170 medarbejdere, 2013)
- Stadtwerke Flensburg, forsyningsvirksomhed (989 medarbejdere, 2013)
- Deutsche Telekom, telekommunikation
- Union-Bank, lokalbank
- TDC, callcenter (200 medarbejdere, 2014)[26]

### Uddannelse
Byen har gennem de seneste år etableret sig som centrum for uddannelse med flere gymnasier, videregående uddannelsesinstitutioner og Flensborg Universitet, hvor der pt er immatrikuleret cirka 6.000 studerende. Universitet blev oprettet i 1994 og tilbyder i samarbejde med Syddansk Universitet i Sønderborg grænseoverskridende studier i kulturvidenskab og international management. På universitetet ligger i dag læreruddannelsen, som tidligere varetoges af seminariet (Pädagogische Hochschule). På byens tekniske læreanstalt læser cirka 4.000 studerende.
Marineskolen Mørvig er beliggende i bydelen Mørvig i det nordøstlige Flensborg. Her uddannes tyske og europæiske søofficerer. Flensborg har også tyske og danske skoler. Byens gymnasier er Altes Gymnasium, som har 850 studerende. Skolens historiske bibliotek omfatter cirka 60.000 bind. Auguste-Viktoria-Schule har 995 studerende, Duborg-Skolen har 588 studerende, Fördegymnasium Flensburg har omkring 660 studerende, mens Goetheskolen har omkring 700 studerende.

### Medier
Flensborg er hjemsted for to regionalaviser. Den største af de to er den tysksprogede Flensburger Tageblatt, som udkommer i Schleswig-Holsteinischer Zeitungsverlag. Avisforlaget udgiver i alt 14 dagblade i hele Slesvig-Holsten. Flensburger Tageblatt er forlagets største og vigtigste avis. På hverdage udkommer Flensburger Tageblatt i et oplag på cirka 38.000 eksemplarer. Avisen har altid haft en bevidst borgerlig profil.
Flensborg Avis retter sig i første række mod den danske folkedel i Sydslesvig. Avisen udkommer både på dansk og tysk. Den tysksprogede del udgør cirka 20 %. På hverdage udkommer Flensborg Avis i et oplag på cirka 5.800 eksemplarer. Avisen har lokalreadktioner i selve Flensborg, Slesvig og Husum. Lokalredaktionen i Flensborg befinder sig ved Skibsbroen i midtbyen. Desuden findes de tysksprogede ugeblade Moin Moin og Wochenschau.
Den nordtyske radiostation NDR driver et regionalt studie i byen. Dertil kommer Offener Kanal Flensburg (Åben Kanal Flensborg), som er en ikke-kommerciel lokal tv-station, i hvilken alle borgere fra Flensborg og omegn frit kan udfolde og ytre sig. Flensborgs åbne kanal har domicil i Flensborg-Jørgensby.

## Kultur og seværdigheder

### Kirker
Kirker i den indre by:
- Mariekirken (Nørretorv)
- Sankt Nikolaj Kirken (Søndertorv)
- Sankt Hans Kirken (byens ældste kirke)
- Helligåndskirken (Storegade)

Andre markante kirker er:
- Sankt Jørgenskirke (Jørgensby)
- Sankt Petri Kirken
- Ansgar Kirken (Nordstaden)
- Adelby Kirke (Tarup)

### Teatre
Flensborgs byteater i Rådhusgade blev åbnet i 1894. Teatret hører siden 1974 ind under den slesvig-holstenske landsdelsscene med spillesteder i både Flensborg, Slesvig og Rendsborg. Udover den tyske landsdelsscene findes også et dansk teater, Det lille Teater og et nedertysk teater, Niederdeutsche Bühne. Derudover findes små amatørteatre Teaterværkstedet Pilkentafel og Orpheus Theater.
Orpheus Theater er med 60 pladser byens mindste teater. Sydslesvigsk Forenings teaterudvalg tilbyder også danske gæstespil i byen. Opførelserne finder sted i Flensborg byteater eller i den danske idrætshal.

### Biblioteker
- Kommunens bibliotek
- Dansk Centralbibliotek
- Universitetsbiblioteket
- Marineskolen Mørvigs bibliotek (Bemærk: Adgang med legimitation)

### Museer
- Museumsberg – kunstmuseum
- Søfartsmuseum (med Rommuseum)
- Museumshavnen
- Museumsværftet (ved Museumshavnen)
- Dampskibet Alexandra
- Phänomenta – fysikmuseum (ved Nørreport)
- Bjergmøllen (fra 1792)

### Sport
Flensborg er hjemsted for herrehåndboldholdet SG Flensburg-Handewitt. Klubben har igennem en årrække markeret sig som tophold i den tyske Bundesliga. I 2004 blev klubben tysk mester. SG har hjemmebane i den nye Flens-Arena med plads til 6.500 tilskuere. Klubben har en del danske spillere såsom Thomas Mogensen, Lasse Svan Hansen, Anders Eggert, Sørenn Rasmussen og Michael V. Knudsen.
Den største lokale idrætsforening er Turn- und Sport-Bund. Ved siden findes der flere andre foreninger bl.a. Flensburg 08, ETSV Weiche, LK Weiche, Sportverein Adelby, VfB Nordmark, tennisklubben TC Mürwik, Flensburger Reitclub Engelsby/Twedt, Flensburger Schachklub, Flensburger Segel-Club (FSC) og Segler Vereinigung Flensburg.
Byens største danske idrætsforening er Dansk Gymnastik Forening (DGF). Foreningen blev stiftet i 1923. Klubben har hjemmebane i Frueskovens Idrætspark. Ud over Dansk Gymnastik Forening findes der andre danske idrætsforeninger bl.a. DHK Flensborg, Flensborg Badminton Klub, IF Stjernen, Flensborg Roklub, Gymnastikforeningen DAN, bokseklubben ABC Fight Flensborg, skakklubben Fribonde Flensborg og Flensborg Yacht Club i Farnæsodde/Fahrensodde.

### Arrangementer
- FolkBaltica (april)
- Romregatta (maj)
- De danske årsmøder (maj/juni)
- Flensburger Hofkultur (juli/august)
- Flensburger Kurzfilmtage (november)

## Venskabsbyer
Flensborg har tre venskabsbyer:
- Carlisle, England
- Neubrandenburg, Tyskland
- Słupsk, Polen